# Мохов, Александр Михайлович
Мохов Александр Михайлович (род. в 1960 году в городе Орске Оренбургской области) — прокурор Московской области с ноября 2008 года по апрель 2011 года. Заслуженный юрист Российской Федерации, Почетный работник прокуратуры Российской Федерации, государственный советник юстиции 2 класса.

## Биография
- 1979—1981 — срочная служба в рядах Советской Армии.
- 1982 — учеба в Саратовском юридическом институте имени Д. И. Курского.
- 1986 год — по окончании института начал трудовую деятельность в органах прокуратуры Московской области, стажёром Щёлковской городской прокуратуры.
- 1987—1989 — старший следователь, следователь по особо важным делам Щёлковской городской прокуратуры.
- 1991—1994 годах — прокурор, старший прокурор следственных подразделений аппарата прокуратуры Московской области.
- В январе 1994 года был назначен заместителем, а в июне 1997 года — первым заместителем Щёлковского городского прокурора.
- 1998—2005 прокуратур города Троицка.
- 2005—2006 годах — начальник управления по надзору за следствием в органах прокуратуры Московской области.
- С 19 сентября 2006 года был назначен заместителем прокурора, а с 15 июля 2008 года — первым заместителем прокурора Московской области.
- В 2008—2011 годах — прокурор Московской области[1], назначен приказом генпрокурора РФ Юрия Чайки № 1251-к от 4 декабря 2008 года[2].
- C апреля[3] 2011 года — понижен до заместителя Московского межрегионального транспортного прокурора.

## Деятельность
В Московской области Александр Мохов начал с борьбы с коррупцией, но, по иронии судьбы, прославился участием в коррупционном скандале, получившим название «игорное дело». В апреле 2011 года генпрокурор Юрий Чайка освободил Мохова от занимаемой должности, был уволен и его первый заместитель Александр Игнатенко, в том же году производились безуспешные попытки, как восстановить Мохова в прежней должности, так и вовсе уволить из прокурорской системы. В результате уступок и компромиссов, на следующий день после смещения с поста прокурора Подмосковья, Мохов был «разжалован из прокуроров в прокуроры» — назначен заместителем московского межрегионального транспортного прокурора Владимира Тюлькова. Ранее Мохов с Игнатенко были известны по афере с дачной землей для прокурорского поселка «Силанс», помимо этого Мохов обращал на себя внимание дорогостоящими праздниками, к примеру, роскошно отметил юбилей, и неожиданно появившимися материальными благами:

Как относиться к руководителям, которые на зарплату в 80 000 рублей частенько вызывают к себе в кабинет замерщика, который шьет под них дорогие костюмы, — рассказывает один из сотрудников — источник в Мособлпрокуратуре, — при этом замерщик сначала делает примерку в кабинете Мохова, потом Игнатенко, а следом в кабинете Урумова. Они уже не могли в одном и том же костюме ходить на обед в «Галерею», «Ля Марс», Ritz Carlton.— «О нравах тех, кто призван служить Фемиде, рассказывают сотрудники Мособлпрокуратуры», «Комсомольская правда» от 21 февраля 2011.
Карьерный рост Мохова до прокурора Московской области был стремительным, после назначения Мохов быстро избавился от большей части прежних кадров прокурора Замуруева и назначил своих знакомых на ключевые должности в областной прокуратуре. Справедливо отметить, что ротацию кадров производили многие вновь назначенные прокуроры Подмосковья, например, Иван Сыдорук избавился от половины команды своего предшественника Эдуарда Денисова, а Алексей Захаров первым делом «подчистил» кадры прокурора Аникина.

## Критика
Заместитель Мохова, выдвиженец предыдущего прокурора Замуруева, Станислав Буянский, называя прокуратуру при Мохове не иначе, как преступной группировкой, писал следующее:

«…по сути, костяк областной прокуратуры представляет собой единую коррупционную группировку, во главе которой находится начальник Главного организационно-инспекторского управления Генпрокуратуры Синдеев Ю. М. (в 2007 году указом Путина Синдееву присвоено звание „Заслуженный юрист РФ“. — С. К.). И прокурор Мохов и его первый заместитель Игнатенко являются личными ставленниками Синдеева. Данные должностные лица используют свое служебное положение в корыстных целях. На поток поставлено получение взяток, лоббирование интересов коммерческих структур, почти все прокуроры городов и районов вынуждены решать вопросы. Привычным явлением стало оказание давления на следствие в интересах конкретных коммерческих структур или должностных лиц. На должности прокуроров городов и районов, начальников управлений люди назначаются по принципу личной преданности или за взятки. Массовым явлением стало крышевание полулегальных видов бизнеса. Особое распространение получило крышевание подпольных игровых залов, которые свободно работают сейчас практически во всех районах Московской области...».— Прокурор Буянский, «Рабочий момент» экс-прокурора Игнатенко», «Новая газета» от 03 января 2012
Годом ранее Буянский опроверг слова начальника 15-го управления областной прокуратуры Дмитрия Урумова, который утверждал, что бывшего шефа «материальная сторона дела как-то мало интересовала», а инициатором «всех наших „тусовок“ всегда был Игнатенко», Станислав Буянский, проходящий по уголовному делу о коррупции в прокуратуре Московской области главным свидетелем обвинения, прямо заявлял, что Мохов «не просто в курсе происходящего, он покрывает Игнатенко и его группировку», также с мая 2011 года Буянский давал многочисленные интервью, в которых открыто говорил о коррумпированности Мохова:

Прокуратура области была полностью пропитана коррупцией — начиная с низов и заканчивая верхами, и всем этим руководил непосредственно Игнатенко Александр Николаевич, первый заместитель прокурора области. Хотя и прокурор области — Мохов Александр Михайлович — был в курсе всех этих ситуаций и все это происходило с его согласия.— «Преступное прокурорское сообщество», «Известия» от 17 мая 2011.
До «игорного дела» Буянский отвергал слив компрометирующих Мохова материалов в СМИ, также Буянский не признавался в том, что он и есть засекреченный свидетель «Николаев», но потом признал и то, и другое. Схожие сведения о коррупционной деятельности Мохова выслал из СИЗО «Новой газете» помощник прокурора Подольска Яков Кузьмин, одновременно Кузьмин владел подпольными игорными клубами. Глава Серпуховского района МО Александр Шестун в программе «Сегодня» говорил, что «руководителем является Александр Николаевич Игнатенко, то есть Мохов фактически номинальный прокурор».
ФСБ выдвигала версию коррупционных отношений прокурора Мохова с бандитом Назаровым, а глава Серпуховского района Московской области Александр Шестун утверждал, что «с помощью Назарова втянули в это и Мохова — к „хорошему“ быстро привыкаешь». Свидетели обвинения однозначно указывали на то, что бандиты ежемесячно передавали прокурору Подмосковья Мохову и его первому заместителю Игнатенко по 50 тысяч долларов. Многочисленные фотографии Мохова с членами преступной группировки, их совместные застолья усугубляли ситуацию, а нелепые попытки доказать, что прокуроры с уголовниками «просто друзья» выглядели смехотворными. В конечном итоге, игорное дело существенно подмочило репутацию Мохова и поставило крест на его дальнейшей карьере, по мнению экспертов, Мохов должен был сменить Владимира Малиновского на посту заместителя генпрокурора РФ, а Игнатенко должен был вместо Мохова стать областным прокурором, но этим планам не суждено было сбыться.

### Ответ на критику
В феврале 2011 года президент Медведев пригрозил уволить тех, кто сообщает в СМИ о виновности прокуроров в деле о казино, преемник Мохова, новый прокурор Московской области Александр Аникин, полностью поддержал Медведева, сказав следующее: «Ту истерию, которую практически ежедневно тиражируют некоторые СМИ вокруг так называемого „игорного дела“, упорно муссируя одни и те же факты, на мой взгляд, трудно вообще как-то объяснить с позиции закона и здравого смысла», позже Аникин признал, не уточняя фамилии, что «несколько перевертышей, имевших прокурорские удостоверения, бросили тень на всех сотрудников прокуратуры».